# Akuji the Demon
Akuji the Demon est un jeu vidéo de plate-forme en 2D développé par le japonais Eiji Hashimoto, dans lequel le joueur incarne Akuji le démon, un anti-héros cherchant à se venger du héros qui l'a vaincu quelques années auparavant. Le jeu est gratuitement diffusé par son auteur.

## À noter
- Le jeu, en langue japonaise, a également été traduit en anglais.